# Funkstreife Isar 12

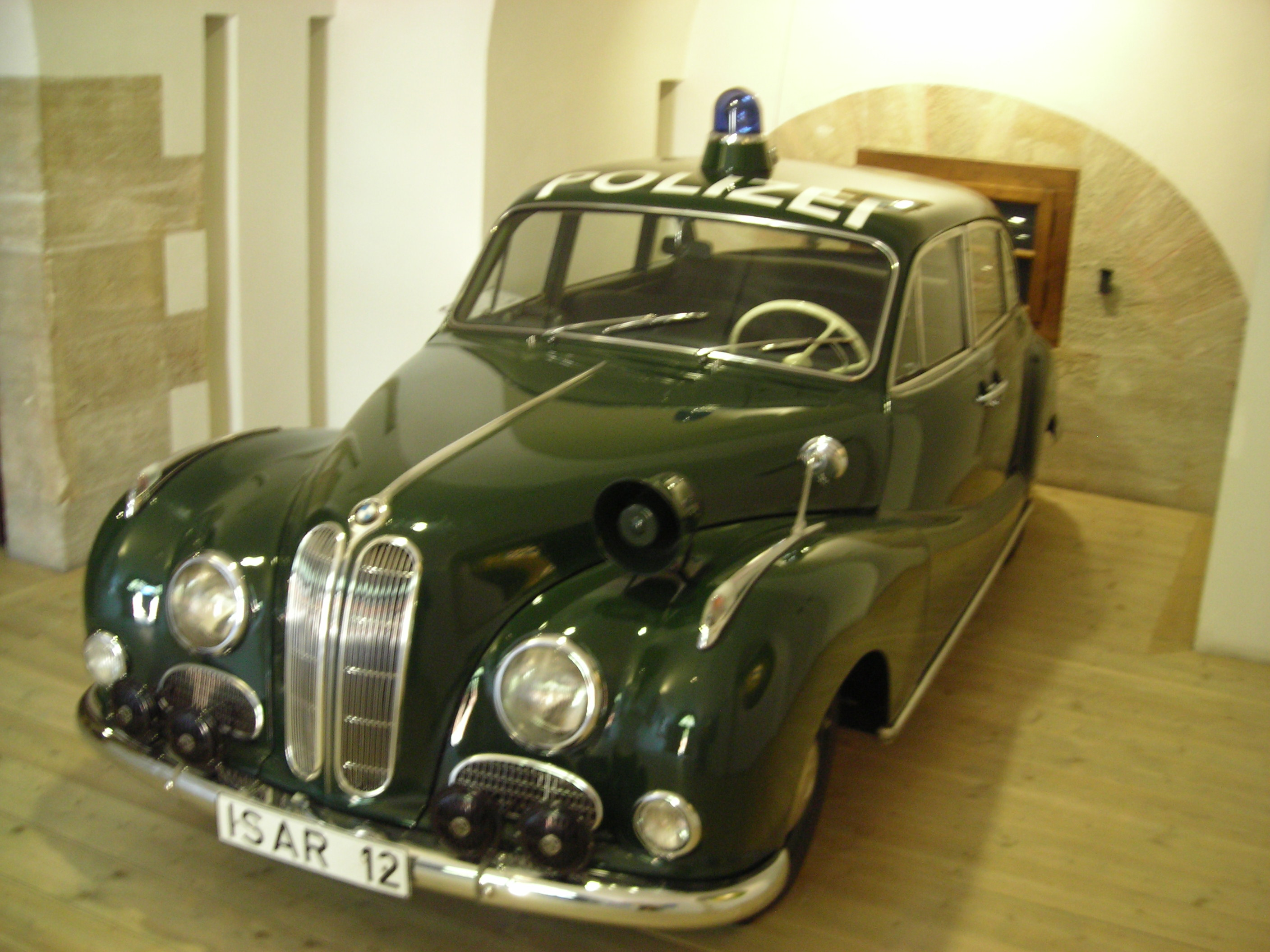
Funkstreifenwagen BMW 501

Funkstreife Isar 12 ist eine in den Jahren 1960 bis 1963 entstandene Fernsehserie mit 35 je 21-minütigen Folgen. Die Serie wurde von Bavaria Film im Auftrag des Westdeutschen Werbefernsehens für das Vorabendprogramm der ARD produziert. Die Polizeiserie spielt in München und war (neben dem Komödienstadel) die erste bayerische Fernsehserie überhaupt. Die erste Episode wurde am 10. Januar 1961 ausgestrahlt, die letzte am 17. Oktober 1963. Am 12. Dezember 1964 traten die Charaktere der Polizisten Huber und Dambrowski noch einmal in der 4. Folge der Fernsehserie Der Nachtkurier meldet auf (Staffel 1, Folge 4 „Polizisten sind auch nur Menschen“). Der Streifenwagen war der inzwischen legendäre BMW 501 („Barockengel“).
Die Serie wurde 2019 auf DVD veröffentlicht.

## Inhalt
Die Serie spielt im München der frühen 1960er Jahre. Hauptcharakter Alois Huber ist Polizeimeister bei der Funkstreife der Münchner Polizei. Huber ist Bayer durch und durch und spielt den ruhigen, gemütlichen Wachtmeister, den so schnell nichts aus der Ruhe bringen kann. Einzig sein Sohn Schorschi kann ihn kurz in Rage versetzen, was seine Frau aber schnell wieder ausbügeln kann. Ziel der Serie war es, dem Zuschauer ein umfassendes Bild des Lebens eines Polizisten zu vermitteln, was auch das Privatleben und Konflikte unter Kollegen nicht aussparte. Aus heutiger Sicht muten viele Fälle harmlos bzw. rührend an, da am Ende selbst die Verbrecher Herz und Reue zeigen.
In der ersten Staffel kommt der Osnabrücker Wachtmeister Dieter Resch neu nach München und muss von der Besatzung von Isar 12 in seinem Eifer erst einmal gebremst werden. Huber fährt normalerweise mit Hauptwachtmeister Herbert Dambrowski, der ebenfalls kein Bayer ist. Dambrowski ist von dem neuen Kollegen am Anfang alles andere als begeistert und es entwickelt sich eine gewisse Rivalität. Dies wird von Huber aber schnell ausgebügelt und durch seine bayerische Art kann er die Wogen bei Presssack und Bier schnell glätten. Inhaltlich ist die erste Staffel von eher harmlosen Fällen geprägt (Mutproben unter Kindern, Mietstreitigkeiten, Missverständnisse unter Freunden), zeigen aber auch typische Fälle aus der Nachkriegszeit (Fliegerbombenfunde, Benzindiebstähle bei der US Army). In vier Folgen fehlt Dambrowski aufgrund einer Operation und Resch fährt an seiner Stelle Isar 12.
In der zweiten Staffel fährt Resch auf einem anderen Streifenwagen und in Isar 12 nehmen wieder Huber und Dambrowski Platz. In dieser Staffel werden die Fälle dramatischer, so kommt die Schusswaffe einige Male zum Einsatz. Hier stehen Themen wie Schießereien, Entführungen, Brandstiftungen im Mittelpunkt. In der letzten Folge der Staffel begleitet ein Polizeikollege aus Chicago die Isar 12, um von der Münchner Polizei zu lernen. Als Huber von einem ehemaligen Festgenommenen im Hofbräuhaus belästigt wird, bringt der Besuch aus den USA den Störenfried schnell zur Räson.
In der dritten und letzten Staffel werden nochmals gesellschaftskritischere Themen behandelt (Kindesmissbrauch, Gewalt gegen Polizeibeamte, Mobbing in der Schule). Auch das Privatleben von Dambrowski rückt nun stärker in den Mittelpunkt der Serie. Dambrowski leidet an einer Kopfverletzung, die er sich in einem Einsatz zugezogen hat. Als er werdender Vater ist, kann ihn seine Frau dazu überreden, über den gefährlichen Dienst bei der Funkstreife nachzudenken. Auch Hubers Frau hat immer mehr Sorge um ihren Mann. Mit der Rettung eines entlaufenen Hundes im Englischen Garten endet die Serie Funkstreife Isar 12 Ende 1963.

## Regie, Bücher und Gastrollen
Die Regie führte in allen Folgen Michael Braun. Als Buchautoren waren neben Braun W.P. Zibaso, Hugo Schlagenhauff, Gerd Oelschlegel, Alexander May und Lothar Rausch tätig. In Gastrollen waren unter anderen Willy Schultes, Paula Braend, Elmar Wepper, Rosl Mayr, Maria Stadler, Wilfried Klaus, Leo Bardischewski und Hannelore Elsner zu sehen (vgl. auch Episodenliste, nicht im Abspann genannte Darsteller in Klammern).

## Episodenliste

### Staffel 1 (1961)
| Nr. (ges.) | Nr. (St.) | Titel                          | Gastdarsteller                                                                               | Premiere D    |
| --- | --------- | ------------------------------ | -------------------------------------------------------------------------------------------- | ------------- |
| 1 | 1         | Der erste Einsatz              | Käthe Tellheim, Maria Achatz (Helmut Alimonta)                                               | 10. Jan. 1961 |
| Drehorte: Dienstgebäude Ettstraße 2–4 (Polizeiamt München der Stadtverwaltung München, heute Polizeipräsidium München der Bayerischen Polizei) Auto blockiert Einfahrt: Dreimühlenstraße Notfall/Einsatz: Vom Klinikum rechts der Isar zum Klinikum Schwabing Abholung Baby: Ehrengutstraße |           |                                |                                                                                              |               |
| 2 | 2         | Die Mutprobe                   | Thomas Münster                                                                               | 15. Feb. 1961 |
| 3 | 3         | Der Fall Jakob                 | Lia Pahl, Rosl Mayr, Rosl Günther, Hans Berger                                               | 15. März 1961 |
| 4 | 4         | Der Unentbehrliche             | Carl Baierl, Hans Fitz, Gernot Duda                                                          | 5. Apr. 1961  |
| 5 | 5         | 1860 gegen Eintracht Frankfurt | Paula Braend, Ilse Hanel (Willy Harlander, Willy Schultes, Elmar Wepper)                     | 19. Apr. 1961 |
| 6 | 6         | Der Prozeß                     | Alfred Pongratz, Franz Fröhlich, Lia Pahl, Hans Fitz (Helmut Alimonta)                       | 10. Mai 1961  |
| 7 | 7         | Die guten Nachbarn             | Rosl Günther, Rosl Mayr, Karl Peukert                                                        | 14. Juni 1961 |
| 8 | 8         | Der Fall Borak                 | Veronika Fitz, Minna Späth, Käthe Tellheim (Marran Gosov)                                    | 12. Juli 1961 |
| 9 | 9         | Perle unter Perlen             | Annemarie Wendl, Herbert Tiede, Isolde Bräuner, Thomas Rainer (Helmut Alimonta, Ludwig Wühr) | 9. Aug. 1961  |
| 10 | 10        | Halt, oder ich schieße!        | Paula Braend, Uschi Wolff, Wilfried Klaus (Willy Schultes)                                   | 12. Aug. 1961 |
| 11 | 11        | Die Bombe                      | Dora Altmann, Herbert Tiede (Helmut Alimonta, Willy Schultes, Dietrich Thoms)                | 27. Sep. 1961 |
| Drehorte: Bombenbaustelle Ecke Herzog-Rudolf-Straße / Galeriestraße (nach damaliger Straßenführung, heute Ecke Seitzstr.); Färberei Behr Herzog-Rudolf-Str. 24 Bombenentschärfung Panzerwiese Bub radelt durch die Gebsattelstr. 34 („Fritz Arnold“)                                        |           |                                |                                                                                              |               |
| 12 | 12        | Fremdenpension Aida            | Franziska Liebing, Ursula Kube, Heini Göbel, Rudolf Helten (Panos Papadopoulos)              | 11. Okt. 1961 |
| 13 | 13        | Billiges Benzin                | Willy Haibel, Gaby Fehling, Ferdinand Anton, Sid Brecht, Ted Turner                          | 8. Nov. 1961  |
| Drehorte: Warner-Kaserne Neuherbergstraße Nähe Panzerwiese Straßenszenen mit Tankstelle in der Aurbacherstraße Ecke Welfenstraße |           |                                |                                                                                              |               |

### Staffel 2 (1962)
| Nr. (ges.) | Nr. (St.) | Titel                       | Gastdarsteller                                                                         | Premiere D    |
| --- | --------- | --------------------------- | -------------------------------------------------------------------------------------- | ------------- |
| 14 | 1         | … und sonntags zum Mondsee  | Carola Rasch, Helmut Fischer, Karl Peukert                                             | 17. Jan. 1962 |
| Drehorte: Flucht Helmut Fischer Abhang in der Lohstraße Humboldtstraße Ecke Pilgersheimer Straße Tegernseer Landstraße; Autobahnausfahrt Ramersdorf Automechanik in der Sommerstraße 29 (Untergiesing) Grenzübergang Bad Reichenhall/Schwarzbach (A 8) |           |                             |                                                                                        |               |
| 15 | 2         | Hausmittel wirken Wunder    | Franziska Liebing, Carl Baierl (Johannes Buzalski, Maria Singer)                       | 14. Feb. 1962 |
| Drehorte: Wohnung Huber: Cannabichstr. 7 Mariannenbrücke, über Praterwehrbrücke (Wehrsteg) zur Praterinsel Junge hält Polizei an: Steinsdorfstraße Straße mit dem Angler: Mariannenstraße Polizeirevier 13: Adelgundenstr. 13 Kreuzung Mariannenstraße |           |                             |                                                                                        |               |
| 16 | 3         | Isar an alle...             | Axel Bauer, Ludwig Wühr, Veronika Fitz, Max Graf (Wilfried Klaus)                      | 14. März 1962 |
| Drehorte: Kneipe in der Mondstr. 2 (Gruberwirt) Lebensmittelladen Oettingenstraße / Ecke Himmelreichstraße Ecke zum Engl. Garten: Lerchenfeldstraße |           |                             |                                                                                        |               |
| 17 | 4         | Alle Neune                  | Ludwig Schmid-Wildy, Helmut Alimonta (Willy Haibel)                                    | 4. Apr. 1962  |
| 18 | 5         | Whisky am Vormittag         | Paula Braend, Axel Bauer, Monika Jobst                                                 | 16. Mai 1962  |
| 19 | 6         | Am hellichten Tag           | Horst Lademann, Jochen Blume, Wolfgang Hesse, Hannelore Elsner                         | 20. Juni 1962 |
| 20 | 7         | ...fahren Sie Fliederweg 10 | Max Graf, Kathi Prechtl, Hans Stadtmüller, Paula Hoiss (Willy Schäfer, Wilfried Klaus) | 18. Juli 1962 |
| 21 | 8         | Glück im Unglück            | Helmut Fischer, Alfred Pongratz, Fendl-Stöpsel, Peter Trost, Erni Singerl              | 8. Aug. 1962  |
| 22 | 9         | Florian 1 rückt aus         | Ludwig Schmid-Wildy, Josef Werner, Ludwig Wühr, Paul Kürzinger                         | 12. Sep. 1962 |
| 23 | 10        | Der falsche Mantel          | Rosl Mayr, Maria Stadler, Maria Greiner, Hans Berger                                   | 10. Okt. 1962 |
| 24 | 11        | Taxi um Mitternacht         | K.G. Gensichen, Hellmuth Haupt, Emil Marktgraber, Monika Burghard, Johanna Baumann     | 30. Okt. 1962 |
| 25 | 12        | Die Belehrung               | Franz Fröhlich, Käthe Itter, Ado Riegler                                               | 14. Nov. 1962 |
| 26 | 13        | Besuch aus Übersee          | Len Rendall, Alfred Pongratz, Ellen Umlauf (Hans Stadtmüller)                          | 6. Dez. 1962  |

### Staffel 3 (1963)
| Nr. (ges.)                                                                         | Nr. (St.) | Titel                              | Gastdarsteller | Premiere D    |
| ---------------------------------------------------------------------------------- | --------- | ---------------------------------- | --- | ------------- |
| 27                                                                                 | 1         | Funkstreife gegen Polizeiamt Ost   | Ellen Umlauf | 14. Jan. 1963 |
| Drehorte: Hubschrauberlandung: Theresienwiese Klinikum Schwabing am Kölner Platz 1 |           |                                    | |               |
| 28                                                                                 | 2         | 80 Mark Anzahlung                  | Heinz Beck, Wolf Dieter Euba, Dieter Möbius, Arnold Herff, H.D. Jendreiko, Helmut Kempken                                | 1. März 1963  |
| 29                                                                                 | 3         | Drei neue Untermieter              | Emil Bauer-Dorn, Hans Berger, Marlies Kutzner, Johanna Baumann (Helmut Alimonta, Willy Schultes)                         | 17. Apr. 1963 |
| 30                                                                                 | 4         | Der Brötchendieb                   | Rolf Löffler, Karl Peukert, Leo Bardischewski, Rosl Mayr (Helmut Alimonta, Annemarie Wendl)                              | 9. Mai 1963   |
| 31                                                                                 | 5         | Polizeialarm                       | Willy Haibel, H.M. Kretschmer, Wolfgang Völz (Ludwig Wühr, Alexander May)                                                | 20. Juni 1963 |
| 32                                                                                 | 6         | Sie wird sich dran gewöhnen müssen | Max Graf, Ludwig Wühr, Hans Stadtmüller                                                                                  | 18. Juli 1963 |
| 33                                                                                 | 7         | Achtung, Kinderfreund!             | Carl Baierl, Willy Anders, Norbert Kerkel, Wolfg.-Dieter Euba, Rosl Mayr (Wilfried Klaus)                                | 15. Aug. 1963 |
| 34                                                                                 | 8         | Besuch aus Hamburg                 | Frithjof Vierock, Peter Nestler, Rudolf Rhombach, Hans Zander (Elmar Wepper)                                             | 19. Sep. 1963 |
| 35                                                                                 | 9         | ...eine Hilfeleistung!             | Franziska Liebing, Maria Stadler, Rosl Günther, Hans Berger (Annemarie Wendl, Axel Bauer, Helmut Alimonta, Rolf Löffler) | 17. Okt. 1963 |
| Drehorte: Aufzug: Ohmstraße 20                                                     |           |                                    | |               |

### Sonderfolge im Rahmen der FernsehserieDer Nachtkurier meldet(1964)
| Nr. | Titel                         | Premiere D    |
| --- | ----------------------------- | ------------- |
| 36  | Polizisten sind auch Menschen | 12. Dez. 1964 |